# Hermann von Ostrowski
Hermann Alexander Stanislaus von Ostrowski (* 26. Dezember 1816 in Memel; † 2. Dezember 1896 in Wiesbaden) war ein preußischer Generalmajor und Kommandeur der 17. Infanterie-Brigade.

## Leben

### Herkunft
Hermann war ein Sohn des preußischen Kapitäns Otto Eduard von Ostrowski (1787–1816) und dessen Ehefrau Elisabeth, geborene Woitkowski.

### Militärkarriere
Ostrowski besuchte die Kadettenhäuser in Kulm und Berlin. Anschließend wurde er am 14. August 1834 als Unteroffizier dem 1. Infanterie-Regiment der Preußischen Armee überwiesen und avancierte bis Mitte Februar 1837 zum Sekondeleutnant. Von Januar bis Juni 1840 war er zur Gewehrfabrik nach Danzig kommandiert. Daran schlossen sich von August 1942 bis April 1843 Kommandierungen zur Aufnehmen der Umgebung von Königsberg und im Mai 1843 der Umgebung von Lötzen sowie im März 1846 der Umgebung von Marienburg an. Am 11. Mai 1847 wurde Ostrowski zu weiteren topographischen Vermesserung des Großen Generalstabes kommandiert. Während der Mobilmachung war er vom 1. Dezember 1850 bis zum 1. Februar 1851 als Generalstabsoffizier zur 1. Infanterie-Division kommandiert. Vom 1. April 1852 bis zum 1. Dezember 1853 war Ostrowski zur Aufnahme von Danzig und Umgebung kommandiert. Zwischenzeitlich stieg er am 22. Juni 1852 mit Patent vom 10. Mai 1851 zum Premierleutnant auf und war ab 1. März 1854 Kompanieführer beim I. Bataillon im 1. Landwehr-Regiment. Unter Beförderung zum Hauptmann wurde er am 9. Mai 1854 in das 4. Infanterie-Regiment versetzt. Für zwei Jahre war Ostrowski als Kompanieführer beim I. Bataillon im 4. Landwehr-Regiment in Osterode kommandiert. Am 9. Dezember erfolgte seine Ernennung zum Kompaniechef und am 9. Januar 1864 wurde er als Major in das 4. Niederschlesische Infanterie-Regiment Nr. 51 nach Glatz versetzt. Als Kommandeur des II. Bataillons nahm Ostrowski während des Krieges gegen Österreich an den Kämpfen bei Skalitz und Schweinschädel teil. In der Schlacht bei Königgrätz war er bei den Vorpostengefechten bei Rykow und der Einschließung von Königgrätz auf dem rechten Elbufer. Dafür erhielt er am 20. September 1866 den Kronen-Orden III. Klasse mit Schwertern.
Nach dem Krieg wurde er am 20. Juli 1867 Kommandeur des I. Bataillons im 2. Schlesischen Grenadier-Regiments Nr. 11 in Altona, übernahm am 1. März 1868 das Füsilier-Bataillon und stieg in dieser Stellung am 22. März 1868 zum Oberstleutnant auf. Ostrowski wurde am 24. März 1870 Brigadier der 2. Gendarmerie-Brigade und bei der Mobilmachung anlässlich des Krieges gegen Frankreich am 18. Juli 1870 Kommandeur des mobilen 2. kombinierten Pommerischen Landwehr-Regiment. Unter Belassung in dieser Stellung erfolgte am 26. Juli 1870 seine Beförderung zum Oberst sowie die Versetzung zu den Offizieren von der Armee. Er führte sein Regiment während des Krieges gegen Frankreich bei  den Belagerungen von Straßburg, Schlettstadt und Belfort sowie den Gefechten von Guebersheim, Sulz, Rougemont, Petitmagny, Arcey, L’Isle-sur-le-Doubs, Hérimoncourt, Adelnau und Bosmont. Ausgezeichnet mit beiden Klassen des Eisernen Kreuzes wurde Ostrowski nach dem Vorfrieden von Versailles am 20. März 1871 zum Kommandeur des 4. Pommerschen Infanterie-Regiments Nr. 54 ernannt. Am 28. Juli 1874 kommandierte man ihn zur Vertretung des beurlaubten Kommandeur der 17. Infanterie-Brigade nach Glogau und am 7. August 1874 beauftragte man ihn unter Stellung à la suite mit der Führung dieser Brigade. Unter Ernennung zum Brigadekommandeur erfolgte am 15. September 1874 seine Beförderung zum Generalmajor. In dieser Stellung erhielt er im September 1875 den Roten Adlerorden II. Klasse mit Eichenlaub und am 2. Januar 1877 wurde er mit Pension zur Disposition gestellt. Er starb am 2. Dezember 1896 in Wiesbaden.
Der Oberst von Lyncker schrieb 1863 in seiner Beurteilung: „Wenn ich mir gestatte, den Hauptmann von Ostrowski als den ältesten Hauptmann des Regiments zur Berücksichtigung auf das wärmste zu empfehlen, so geschieht dies, weil ich es für meine heilige Pflicht halte, im Interesse dieses sehr befähigten, besonders tüchtigen und bereits vielseitige empfohlenen Offiziers nach Kräften einzutreten.“

### Familie
Ostrowski heiratete am 27. April 1853 in Danzig Eleonore Ernestine Elise Wegner (1829–1903), eine Tochter des Kaufmanns Ernst Gottlieb Wegner. AUs der Ehe gingen die Kinder Max (* 1855), Helene (* 1856) und der spätere preußische Hauptmann Hermann (* 1858) hervor.